# Hyla femoralis
Hyla femoralis és una espècie de granota de la família dels hílids. Es troba al sud-est dels Estats Units d'Amèrica: a les planes costaneres de l'Atlàntic i el Golf, des del sud de Virgínia fins a l'est de Louisiana i fins al sud de Florida. És comuna o abundant en moltes zones.
Es troba en flatwoods de pins i en sabanes, usualment prop de pantans i basses, ocasionament en boscos frondosos. És arbòria, vivint tant en arbustos baixos com en les copes dels arbres. S'amaga sota troncs podrits o similars durant temps secs o freds. Els capgrossos es desenvolupen en rases inundades, basses temporals i estanys, ocasionalment en pantans de xiprers.